# Влошаковиці (гміна)
Гміна Влошаковиці (пол. Gmina Włoszakowice) — сільська гміна у північно-західній Польщі. Належить до Лещинського повіту Великопольського воєводства.
Станом на 31 грудня 2011 у гміні проживало 9022 особи.

## Територія
Згідно з даними за 2007 рік площа гміни становила 127.15 км², у тому числі:
- орні землі: 52.00%
- ліси: 39.00%

Таким чином, площа гміни становить 15.80% площі повіту.

## Населення
Станом на 31 грудня 2011:
| Опис     | Загалом | Загалом | Чоловіки | Чоловіки | Жінки | Жінки |
| -------- | ------- | ------- | -------- | -------- | ----- | ----- |
| одиниця  | осіб    | %       | осіб     | %        | осіб  | %     |
| все      | 9022    | 100     | 4448     | 49.30    | 4574  | 50.70 |
| міське   | 0       | 100     | 0        |          | 0     |       |
| сільське | 9022    | 100     | 4448     | 49.30    | 4574  | 50.70 |

## Сусідні гміни
Гміна Влошаковіце межує з такими гмінами: Вієво, Всхова, Ліпно, Пшемент, Свенцехова, Сміґель.